# Arroyo Feliciano
Der Arroyo Feliciano ist ein Fluss in Uruguay.
Er entspringt auf dem Gebiet des Departamento Durazno einige Kilometer westsüdwestlich von Carlos Reyles. Von dort fließt er zunächst auf seinem Weg durch die Cuchilla Feliciano in südliche, dann südwestliche Richtung und führt südöstlich des Ortes Feliciano vorbei. Er mündet schließlich als rechtsseitiger Nebenfluss in den Río Yí.